# Бльок Іван Іванович
Іва́н Іва́нович Бльок (внесений у списки загиблих як Іван Іванович Тур; нар. 21 липня 1973, Городок, Львівська область, УРСР — пом. 20 лютого 2014, Київ, Україна) — підприємець, учасник Євромайдану. Помер від кулі снайпера на вулиці Інститутській, є одним із загиблих протестувальників, названих «Небесною сотнею». Герой України.

## Життєпис
Іван Бльок народився 21 липня 1973 року в місті Городок на Львівщині. Закінчив місцеву ЗОШ № 3. Вів підприємницьку діяльність, був прихильником ВО «Свобода». Мав дружину і трьох дітей.
Іван був активним учасником Євромайдану, приїздив до Києва у найвідповідальніші моменти протестних акцій. Вперше прибув на Майдан Незалежності після силового розгону мітингувальників 30 листопада 2013 року. Потім приїздив на підтримку ще декілька разів: після Штурму Євромайдану силовиками 11 грудня 2013 року  та «Кривавої Водохрещі» 19 січня 2014 року .
Черговий раз Іван Бльок, разом із друзями, вирушив на підтримку до Києва після поновлення силового протистояння 18 лютого 2014. Вранці 20 лютого активіста було вбито на вулиці Інститутській — снайпер влучив йому в серце.
Дружина — Бльок Наталія, до шлюбу Тур. Чоловіка інколи також називали Туром і до списків загиблих його було занесено під цим прізвищем.

## Вшанування пам'яті
Слова співчуття з приводу смерті Івана Івановича Бльока висловило Всеукраїнське об'єднання «Свобода».
20 лютого 2014 пам'ять загиблого земляка було вшановано хвилиною мовчання на загальному міському віче «За чесну владу», яке відбулося у його рідному місті Городок на Львівщині. У зібранні взяли участь депутати місцевих рад, члени Народної ради, міський голова Городка, голова Городоцької районної ради, громадськість району. Ввечері того ж дня, на майдані Гайдамаків, було проведено поминальний захід по Івану Бльоку та ще одному загиблому з «Небесної сотні» — Володимиру Жеребному, уродженцю села Вишня Городоцького району.
Виконавчий комітет Городоцької міської ради ухвалив рішення про надання фінансової допомоги сім'ї загиблого та звільнення її від сплати комунальних послуг до досягнення повноліття дітей. Також запропоновано назвати школу, в якій навчався Іван Бльок, на його честь.
Похорон загиблого активіста відбувся у неділю, 23 лютого 2014, о 14:00 у місті Городок, в церкві Господньої Покрови. Усі витрати на спорудження пам'ятника на могилі взяла на себе Городоцька міська рада.
У серпні 2017 року в Городоцькій ЗОШ №3 імені І. Бльока відкрили його кімнату-музей.

### Нагороди
- Звання Герой України з удостоєнням ордена «Золота Зірка» (21 листопада 2014, посмертно) — за громадянську мужність, патріотизм, героїчне відстоювання конституційних засад демократії, прав і свобод людини, самовіддане служіння Українському народу, виявлені під час Революції гідності[10]
- Медаль «За жертовність і любов до України» (УПЦ КП, червень 2015) (посмертно)[11]